# Wojciech Otrembski
Wojciech Otrembski (ur. 6 maja 1944 w Łodzi, zm. 30 grudnia 2018) – polski kolarz, medalista mistrzostw Polski.

## Kariera sportowa
Był zawodnikiem Budowlanych Łódź (1964–1967) i Włókniarza Łódź.
W 1969 został wicemistrzem Polski w szosowym wyścigu drużynowym na 100 km, w tej samej konkurencji zdobył brązowy medal w 1970.
W Wyścigu dookoła Polski w 1966 zwyciężył na jednym z etapów, a w klasyfikacji końcowej zajął 59. miejsce. W tym samym wyścigu w 1968 był 31. w klasyfikacji końcowej. W 1967 zajął 2. miejsce w wyścigu Pasmem Gór Świętokrzyskich. Dwukrotnie zajął 3. miejsce w wyścigu „Po Ziemi Łódzkiej” (1964, 1967).